# Marge Gamer
«Marge Gamer» (с англ. — «Мардж — геймер») — семнадцатый эпизод восемнадцатого сезона мультсериала «Симпсоны». Вышел на экраны 22 апреля 2007 года.

## Сюжет
На собрании родительского комитета Мардж стесняется, что у неё нет адреса электронной почты, и она решает купить собственный компьютер. Она вполне осваивается в Интернете, и начинает играть в ММОРПГ «Земное королевство» после того, как она нашла объявление, заходя на электронную почту. В эту игру играет почти весь Спрингфилд, в том числе Апу, в игре — продавец драгоценных камней, Змей — змея, Эдна Крабаппл — волшебница, Сеймур Скиннер — индейка, Мо — выглядит, как тролль, шеф Виггам — свинья, Сайдшоу Мел — таурен, Продавец Комиксов — крестоносец, Смитерс — варвар. Внезапно все прячутся и закрывают окна, потому что появляется рыцарь на лошади, которого называют «Рыцарь теней». Апу прячет Мардж и рассказывает, что «Рыцарь теней» — самый мощный и смертоносный персонаж в игре. Когда Мардж решает постирать вещи, она случайно узнаёт, что «Рыцарь теней» — это Барт. В игре Мардж начинает постоянно ходить за Бартом, из-за чего они ругаются.
Тем временем Лиза начинает играть в футбол, но судья увольняется. Новым судьёй становится Гомер. Лиза критикует его и говорит, что он плохо судит и не знает правил. Гомер, поражённый критикой, узнал все правила футбола и становится хорошим судьёй, что впечатляет Лизу. Лиза нарушает правила, но Гомер не замечает этого. Она решает, что он любит её и готов не замечать, что она нарушает правила. Лиза снова нарушает правила, но Гомер опять не замечает симуляции. Но на матче присутствует Роналдо, который говорит, что Лиза — симулянт. Гомер, сожалея, вручает ей жёлтую карточку, но Лиза рвёт её. За неспортивное поведение Гомер вручает ей красную карточку. Лиза злится на него.
Барт заходит с Мардж в Комнату трофеев, но она сделала её в стиле Hello Kitty. Барт начинает ломать украшения и случайно убивает Мардж, что сильно разочаровывает её.
Гомер и Барт идут в Таверну Мо, где Мо (ненастоящий, реальный Мо связан) даёт совет Барту и Гомеру. Гомер показывает Лизе документальный фильм от «Би-би-си» и «Canal+» про беспорядки, чтобы она его простила, но она понимает, что виновата сама. Барт оживляет Мардж, но его силы истощены, чем пользуются остальные игроки, которые убивают Барта. Мардж говорит, что отомстит за Барта. Вся семья, кроме Мардж, играет в футбол. Она становится новым «Рыцарем теней» и обещает убить всех, кто убил Барта, начиная с жонглирования головой Мо, который не понимает, почему он платит 14,95 долларов в месяц за игры.

## Культурные отсылки
- Игра «Земное королевство» является пародией на «World of Warcraft». У них идентичный интерфейс, HUD, абонентская плата.
- Когда Богородица бьёт футболистов в Бразилии, играет музыка Сэмюэла Барбера «Адажио для струнного оркестра».
- Когда Мардж занимается эгосёрфингом, она говорит: «Я думала, что погуглить себя — это неприлично».
- Мардж говорит, что родилась в один день с Рэнди Куэйдом. Если она имеет в виду только день рождения, то она родилась 1 октября, если всю дату рождения, то 1 октября 1950 года.
- Когда толпа убивает Барта, она пародирует короля Артура из фильма «Монти Пайтон и Священный Грааль», который постепенно отрубает руки Чёрному рыцарю.
- Мардж использует Apple MacBook, а Барт — Macintosh IIfx.
- Лиза начала увлекаться футболом, посмотрев фильм «Играй, как Бекхэм».
- Хелен Лавджой говорит дочери Джессики: «Спаси наш брак!» В следующем эпизоде «The Boys of Bummer» у Лавджоев были серьёзные семейные проблемы.

## Отношение критиков и публики
Адам Финли из «TV Squaid» написал: «История Гомера и Лизы могла бы сработать лучше в качестве основного сюжета, но даже этому фрагменту эпизода мешает страшный голос гостя футболиста Роналдо. Я ненавижу, когда не актеров приглашают озвучивать голоса в „Симпсоны“. Плохая голосовая игра гораздо больше отвлекает». В 2007 году Саймон Крерар из The Times назвал озвучку Роналдо одной из тридцати трёх смешных камэо в истории шоу.